# Aleksander Dulin
Aleksander Dulin, ps. Mewa (ur. 24 grudnia 1885 w Warszawie, zm. 28 marca 1954 w Gdyni) – polski kompozytor, dyrygent i pedagog, kapitan marynarki, kapelmistrz Orkiestry Reprezentacyjnej Marynarki Wojennej 1929-1936

## Życiorys
Uczył się w Szkole Orkiestrowej Zygmunta Sielskiego. Ukończył Instytut Muzyczny w Warszawie z dyplomem nauczyciela i muzyka oboisty. W 1908 założył orkiestrę robotniczą w Fabryce Garbarskiej "Bracia Pfeiffer". Rok później został kapelmistrzem rosyjskiej orkiestry wojskowej w Zambrowie. Pierwszą wojnę światową spędził na Podolu. Od 1919 służył w Wojsku Polskim w stopniu kapitana, kolejno jako dyrygent orkiestr wojskowych 25 pułku piechoty w Piotrkowie Trybunalskim (1919-1926), 67 pułku piechoty w Brodnicy (1926-1927) i 64 pułku piechoty w Grudziądzu (1927-1929). W latach 1929–1936 pełnił obowiązki kapelmistrz Orkiestry Reprezentacyjnej Marynarki Wojennej, z którą odbył tournée koncertowe po Polsce w latach 1933-1934. Dużym sukcesem frekwencyjnym był jej występy na dziesięcioleciu Szkoły Podchorążych Marynarki Wojennej w Toruniu.
Podczas pobytu w Grudziądzu pracował też jako kapelmistrz Teatru Miejskiego (od 1926 do 1928), założył orkiestrę symfoniczną i smyczkową oraz współtworzył Polskie Towarzystwo Muzyczne im. Stanisława Moniuszki. W 1931 założył z lekarzem Mironem Mikicińskim Gdyńskie Towarzystwo Muzyczne, którego orkiestra symfoniczna złożona z marynarzy i cywili-amatorów koncertowała m.in. w auli Państwowej Szkoły Morskiej w Gdyni oraz specjalnie wybudowanej muszli koncertowej na Kamiennej Górze. W tym okresie nagrywał także szkolne audycje muzyczne dla Polskiego Radia, komponował piosenki o tematyce morskiej (m.in. Marsz Floty Polskiej, Krakowiak marynarki, Na fali) oraz wykładał grę na instrumentach dętych, zasady muzyki i solfeżu w Konserwatorium Polskiej Macierzy Szkolnej w Gdańsku.
Po odejściu z wojska w 1937 zorganizował Miejską Orkiestrę Symfoniczną w Gdyni, dyrygował Orkiestrą Kolejową DOKP w Gdańsku i portową orkiestrą dętą w Gdyni. W 1939 został wysiedlony przez Niemców z Gdyni i zamieszkał w Warszawie. Walczył pod pseudonimem Mewa w powstaniu warszawskim w szeregach 2 kompanii Zgrupowania "Konrad" Grupy Bojowej "Krybar" (AK). W tym czasie skomponował i napisał tekst hymnu Hasło Powiśla. Odniósł ranę podczas walk przy ulicy Dobrej, po upadku powstania przebywał na leczeniu w szpitalu jenieckiem w Zeithain. Po zakończeniu II wojny światowej pełnił funkcję kierownika artystycznego Domu Marynarki Wojennej (napisał dla niego ilustrację muzyczną do poematu dramatycznego Lucjana Rydla Jeńcy) oraz krótko w 1947 ponownie kapelmistrza Orkiestry Reprezentacyjnej Marynarki Wojennej. Po przejściu w stan spoczynku w 1947 w stopniu kapitana piastował funkcję dyrektora Niższej Szkoły Muzycznej w Gdyni (rok szkolny 1948/1949) i kilkukrotnie dyrygował orkiestrą Filharmonii Bałtyckiej. W 1950 przeszedł na roczny urlop artystyczny równoznaczny z emeryturą.
Zmarł na rozedmę płuc. Pochowany na cmentarzu Witomińskim w Gdyni (kwatera 52-7-90).

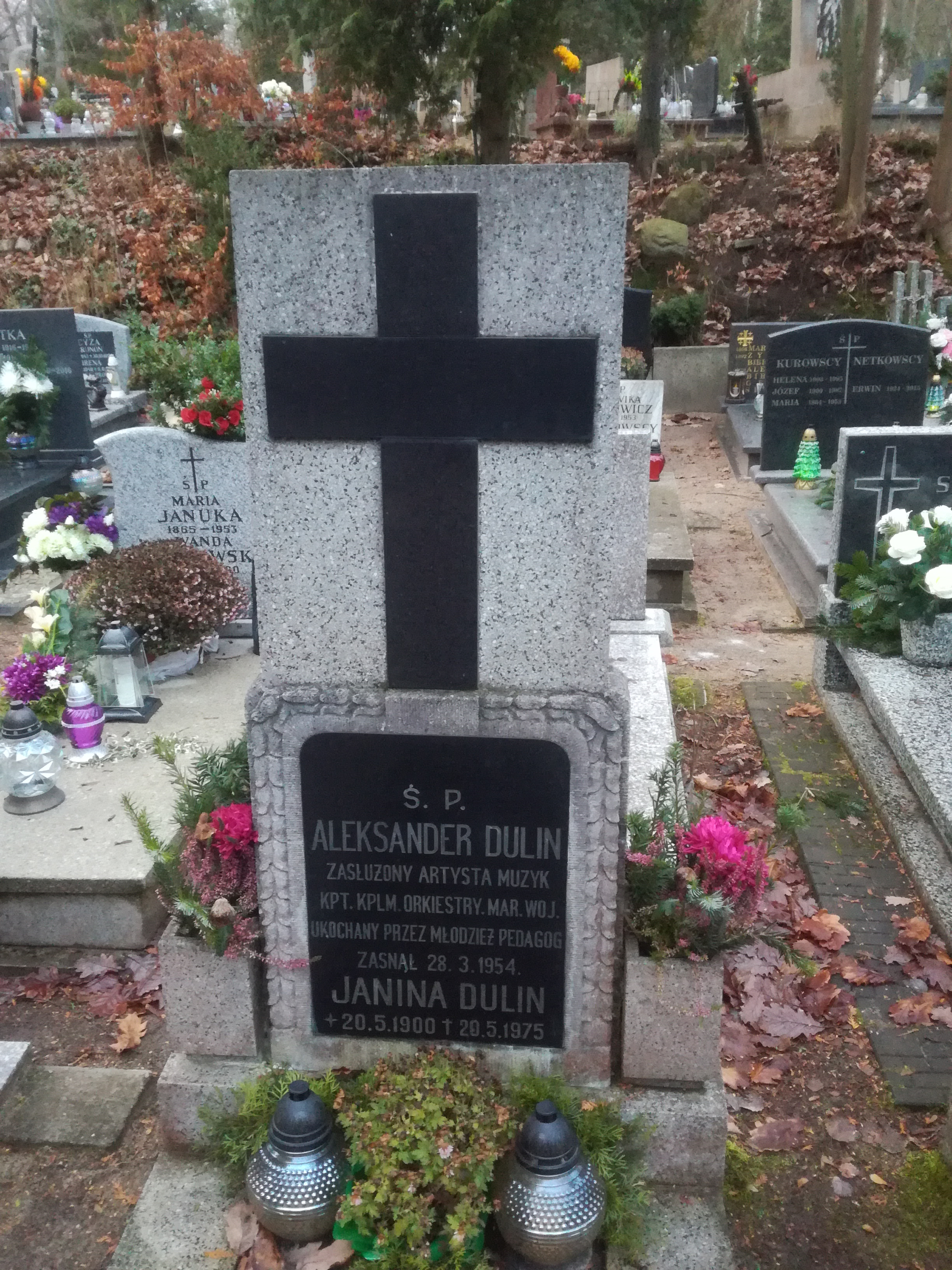
Grób Aleksandra Dulina na cmentarzu Witomińskim

Jego imię nosze ulice w Gdańsku i Gdyni.

## Odznaczenia
- Medal Pamiątkowy za Wojnę 1918–1921
- Medal Dziesięciolecia Odzyskanej Niepodległości
- Medal Zwycięstwa i Wolności 1945 (1946)